# Parazystide
Parazystiden sind wenig differenzierte Zystiden, die man auf der Lamellenschneide von Milchlingen, aber auch bei anderen Pilzgattungen finden kann. Sie sind immer dünnwandig und ohne besonderen Inhalt, weisen also im Gegensatz zu den eigentlichen Zystiden keinen gelben oder körnig- beziehungsweise nadelartig-kristallinen Inhalt auf. Sie sind meist zylindrisch bis leicht keulenförmig und im Umriss oft unregelmäßig, ihre Spitze ist immer aufgerundet. Normalerweise kann man Parazystiden leicht von (Makro)zystiden unterscheiden, aber bei einigen Milchlingsarten gibt es auch einen allmählichen Übergang zwischen den beiden Zystidenformen. Da sie häufig ein ähnliches Aussehen wie die haarartigen Hyphenenden der Hutdeckschicht haben, werden sie von einigen Autoren mit auch als Maginalzellen bezeichnet. Die eigentlichen Marginalzellen entspringen aber nicht im Subhymenium, sondern tiefer im Trama und sind keine echten Zystiden, sondern wenig differenzierte, haarartige Pseudozystiden.
Bei einigen Lamellenpilzen findet man auf der Lamellenschneide zwischen den Cheilo(makro)zystiden und/oder Parazystiden auch Basidien. Eine solche Lamellenschneide bezeichnet man dann als heterogen. Ist die Lamellenschneide steril, fehlen also die Basidien, so bezeichnet man die Lamellenschneide als homogen. Auch dies ist ein wichtiges taxonomisches Merkmal. Die Anatomie der Lamellenschneide sollte immer an den Lamellen von reifen Fruchtkörpern untersucht werden, weil ansonsten Parazystiden leicht mit Basidiolen verwechselt werden können.